# 福永健司
福永 健司（ふくなが けんじ、1910年〈明治43年〉8月5日 - 1988年〈昭和63年〉5月31日）は、日本の政治家、衆議院議長（第63代）、内閣官房長官（第9・10・26・27代）、労働大臣（第19代）、厚生大臣（第51代）、運輸大臣（第49代）、自由民主党国会対策委員長、自由民主党総務会長を歴任。位階は従二位、勲一等旭日桐花大綬章。息子は元自民党衆議院議員の福永信彦。

## 来歴・人物
滋賀県甲賀郡甲賀町（現・甲賀市）出身。旧制松江高校文科甲類、1933年東京帝国大学法学部法律学科卒業後、片倉製糸紡績に入社。
1947年、西村実造埼玉県知事の要請を受けて埼玉県副知事となる。カスリーン台風が到来したときには、利根川が決壊するなか陣頭指揮にあたる。
1949年の第24回衆議院議員総選挙に吉田茂率いる民主自由党から旧埼玉1区で立候補し、トップ当選を果たす。以来、吉田側近として活躍する。
1951年9月、サンフランシスコ講和会議に衆議院代表として派遣される。
1952年、一年生議員ながら自由党幹事長に推薦されるが、その承認を受けるはずだった自由党議員総会で前年の鳩山一郎の公職追放解除を受けて反吉田に動き始めていた鳩山系議員が造反し、大混乱して流会に追い込まれる。結局福永は幹事長辞退を余儀なくされた（「福永幹事長指名事件」）。
その後、第4次吉田内閣及び第5次吉田内閣では内閣官房長官を務めている。
自民党誕生後は吉田の流れを受け継ぐ宏池会に所属。第1次佐藤内閣・第2次佐藤内閣では内閣官房長官を務めた。自民党政権の総裁派閥以外の他派閥からの官房長官の例は他に、前首相の病気辞任による居抜き内閣的な場合を除けば後藤田正晴（中曽根内閣）・塩川正十郎（宇野内閣）・塩崎恭久（第1次安倍内閣）・河村建夫（麻生内閣）・松野博一（岸田内閣）がある。
1978年3月26日の成田空港管制塔占拠事件時の運輸大臣であり、新東京国際空港（現・成田国際空港）の3月30日に予定されていた開港の延期を自ら発表する。長期の開港延期もやむなしとする周囲の意見を退け、同年5月20日開港を決断するとともに、三里塚芝山連合空港反対同盟の戸村一作と秘書官一人を伴って会見し、さしで話し合いを行った。新東京国際空港の開港式典時では「昔から申します。『難産の子は健やかに育つ』と」と祝辞を述べている（→成田空港問題）。
1983年12月には、第63代衆議院議長（在任期間・1983年12月26日 - 1985年1月24日）に就任したが、体力の衰えが進行していた1984年12月1日召集の第102通常国会では議事内容の読み違いをした上、1985年1月には国会の開会式のリハーサルで、玉座から後ろ向きに階段を下りる「右進退左」の所作がうまくできない（天皇に尻を向けてしまうことになるため）ということもあって、議長を辞任した。ただし、辞任の背景には「福永の健康問題を大袈裟にすることで辞任に追い込み、後任に二階堂進を推すことで二階堂を派閥から祭り上げたい」という金丸信幹事長の思惑があったともいう（なお、二階堂の議長就任は結局実現しなかった）。議長辞任翌年の衆議院選挙では1位で15回目の当選を果たしている。
1988年5月31日、呼吸不全のため埼玉県大宮市の病院で死去。77歳没。

## 経歴
- 1949年 - 第24回衆議院議員総選挙に旧埼玉1区から出馬して初当選。当選回数は15回。
- 1953年 - 3月、内閣官房長官（第4次および第5次吉田内閣）就任。
- 1961年 - 7月、労働大臣（第2次池田内閣第1次改造内閣）就任。
- 1966年 - 7月、自民党総務会長（佐藤栄作総裁）就任。12月、内閣官房長官（第1次内閣第3次改造内閣および第2次佐藤内閣）就任。
- 1974年 - 11月、厚生大臣（第2次田中角榮内閣第2次改造内閣）就任。
- 1977年 - 11月、運輸大臣（福田赳夫内閣改造内閣）就任。
- 1983年 - 12月、第63代衆議院議長となる。
- 1985年 - 1月、任期途中で議長を辞任する。
- 1986年 - 4月29日、勲一等旭日桐花大綬章を受ける。
- 1988年 - 5月31日、死去。死没日をもって従二位に叙された。

## 親族
- 従弟・福永剛（元埼玉県議会議員（自由民主党・旧南4区）・元大宮市議会議員（自由民主党）、学校法人武陽学園（西武台高等学校・西武台中学校・西武台千葉高等学校）創設者・初代理事長 、元秘書）

## 選挙歴
| 当落 | 選挙                   | 執行日         | 年齢 | 選挙区    | 政党       | 得票数     | 得票率 | 定数 | 得票順位 /候補者数 | 政党内比例順位 /政党当選者数 |
| ---- | ---------------------- | -------------- | ---- | --------- | ---------- | ---------- | ------ | ---- | ------------------ | ---------------------------- |
| 当   | 第24回衆議院議員総選挙 | 1949年01月23日 | 38   | 旧埼玉1区 | 民主自由党 | 5万3069票  | 22.98% | 4    | 1/12               | /                            |
| 当   | 第25回衆議院議員総選挙 | 1952年10月01日 | 42   | 旧埼玉1区 | 自由党     | 5万3176票  | 20.66% | 4    | 1/8                | /                            |
| 当   | 第26回衆議院議員総選挙 | 1953年04月19日 | 42   | 旧埼玉1区 | 自由党     | 5万7545票  | 23.32% | 4    | 1/8                | /                            |
| 当   | 第27回衆議院議員総選挙 | 1955年02月27日 | 44   | 旧埼玉1区 | 自由党     | 5万6549票  | 20.46% | 4    | 2/8                | /                            |
| 当   | 第28回衆議院議員総選挙 | 1958年05月22日 | 47   | 旧埼玉1区 | 自由民主党 | 6万2113票  | 19.27% | 4    | 1/7                | /                            |
| 当   | 第29回衆議院議員総選挙 | 1960年11月20日 | 50   | 旧埼玉1区 | 自由民主党 | 7万2313票  | 23.40% | 4    | 2/7                | /                            |
| 当   | 第30回衆議院議員総選挙 | 1963年11月21日 | 53   | 旧埼玉1区 | 自由民主党 | 8万3668票  | 21.86% | 4    | 1/7                | /                            |
| 当   | 第31回衆議院議員総選挙 | 1967年01月29日 | 56   | 旧埼玉1区 | 自由民主党 | 11万8992票 | 20.70% | 4    | 1/8                | /                            |
| 当   | 第32回衆議院議員総選挙 | 1969年12月27日 | 59   | 旧埼玉1区 | 自由民主党 | 11万5229票 | 19.83% | 4    | 1/9                | /                            |
| 当   | 第33回衆議院議員総選挙 | 1972年12月10日 | 62   | 旧埼玉1区 | 自由民主党 | 12万8117票 | 17.13% | 4    | 3/7                | /                            |
| 当   | 第34回衆議院議員総選挙 | 1976年12月05日 | 66   | 旧埼玉5区 | 自由民主党 | 8万6823票  | 18.82% | 3    | 3/5                | /                            |
| 当   | 第35回衆議院議員総選挙 | 1979年10月07日 | 69   | 旧埼玉5区 | 自由民主党 | 8万8647票  | 24.56% | 3    | 2/5                | /                            |
| 当   | 第36回衆議院議員総選挙 | 1980年06月22日 | 69   | 旧埼玉5区 | 自由民主党 | 14万5313票 | 30.88% | 3    | 1/5                | /                            |
| 当   | 第37回衆議院議員総選挙 | 1983年12月18日 | 73   | 旧埼玉5区 | 自由民主党 | 9万9720票  | 23.99% | 3    | 1/7                | /                            |
| 当   | 第38回衆議院議員総選挙 | 1986年07月06日 | 75   | 旧埼玉5区 | 自由民主党 | 12万9805票 | 27.66% | 3    | 1/5                | /                            |

## エピソード
- サンフランシスコ講和会議で吉田が読み上げる巻物式の原稿の作成が間に合わず、とっさに「この辺で一休みして日本代表の言い分をじっくりと聞いてもらいたい」と議長に休憩を申し出て時間稼ぎをした。
- 日ソ航空協定締結交渉では、首都間の相互乗り入れを主張する日本に対し、ソ連側がシベリヤ上空は外国機に開放できないとして日本内の一地点とハバロフスクとの相互乗り入れを主張したため進展していなかったが、福永がフルシチョフ首相との会談で「東京―モスクワの距離が遠いのは日本のせいではなく、貴国が大き過ぎるからだ。国土の大小にかかわらず、相互乗り入れは首府対首府が常識である」とユーモアを交えて主張したことから、ソ連機及びソ連人乗組員を日本航空とアエロフロートが共同でチャーターするという形で東京―モスクワ間の乗り入れが実現した。
- 1952年、衆議院議院運営委員長に就任するが、「一度も採決をしないで全部話し合いで決めた委員長」という記録を持つ。
- 1953年、第26回衆議院議員総選挙に立候補した際の出納責任者が選挙違反の容疑で逮捕、起訴されている。55人に70万円余りをばらまき投票を依頼したもの[7]。この選挙違反では福永側の関係者ら5人が自殺したことから、法務省人権擁護局が調査に入ったものの同年6月16日、人権侵害の事実は認められないとの結論を出した[8]。
- 1972年のテルアビブ空港乱射事件を受けて急遽特派大使としてイスラエルに赴き、列国議会同盟での活動を通じて旧知の間柄であったメイア首相に「日本国民のおわびの気持ちを伝えに来ました」と訴え、メイア首相も「すぐ飛んでこられた福永さんの姿こそ本当の日本人の姿です。イスラエル国民に日本の誠意を伝えましょう」と答えた。
- 1983年から1988年まで日本体育協会会長を務めた。
- 政治家としては「基本方針を決めればよいのであって、後は役人がやる仕事」というのが基本姿勢であった[9]。また、大臣として就任しても官僚の名前をあまり覚えなかった[10]。

## 刊行物
- 『追想・福永健司』 福永健彦編、2002年